# Reneé Tenison
Reneé Tenison (Caldwell, Idaho, 2 de diciembre de 1968) es una modelo y actriz estadounidense que fue playmate de noviembre de 1989 de la revista playboy, y posteriormente fue elegida la Playmate del Año 1990. Además de su aparición en la revista también lo hizo en varios videos playboy y ediciones especiales de la revista.

## Filmografía

### Cine
- El profesor chiflado II: La familia Klump (2000) (no acreditada) .... Dueña de perro
- CB4 (1993) .... Gemela
- Shout (1991) .... Chica en bar

### Televisión
- The Parkers
  - "She's a Bad Mamma Jamma" (2003) .... Candy
  - "In Sickness and in Health" (2001) .... Enfermera Betty
- Judging Amy - "Shaken, Not Stirred" (2000) .... Mia
- The Steve Harvey Show - "Party of Five" (1999) (como Reneé Tenison) .... Cherry
- Mortal Kombat: Conquest
  - "Flawed Victory" (1999) .... Sora
  - "Quan Chi" (1998) .... Sora
- V.I.P. - "Vallery of the Dolls" (1998) .... Donna Fabre
- Mike Hammer, Private Eye - "A New Leaf: Part 1" (1998) (como Renée Tenison)
- Veronica's Closet - "Veronica's All Nighter" (1998) .... Dakota
- Renegade - "Sex, Lies and Activewear" (1997) .... Roxanne
- Malcolm & Eddie - "Lockdown" (1997) .... Renee
- The Jamie Foxx Show - "Who's Da Man?" (1996) .... Gwen
- Married with Children
  - "Torch Song Duet" (1996) .... Marla
  - "Spring Break: Part 2" (1996) .... Marla
  - "Lookin' for a Desk in All the Wrong Places" (1991) .... Topsy
  - "Route 666: Part 2" (1991) .... Macadamia
- The Fresh Prince of Bel-Air
  - "Breaking Up Is Hard to Do: Part 2" (1996) .... Katie
  - "Guess Who's Coming to Marry?" (1991) .... Katie
- L.A. Heat (1996) .... Kendra Brooks
- Martin - "Housekeeper from Hell" (1995) .... Ebony
- Family Matters - "Teacher's Pet" (1995) .... Tawny
- The Crew - "Bar Mitzvah Boy" (1995)
- Living Single - "Space Invaders" (1995) .... Christina